# Минос
Ми́нос (др.-греч. Μίνως [mǐːnɔːs]) — легендарный царь «столицы» Древнего Крита — Кносса. Сын Зевса и Европы, муж дочери Гелиоса Пасифаи, отец Ариадны, Федры и других детей.
Жившему до Троянской войны, ему приписывают введение законодательства на Крите и утверждение морского могущества острова (талассократии).
По ряду античных свидетельств, это имя носили два царя, Минос I и его внук Минос II, однако это не было отражено в мифологии.
По его имени была названа Минойская цивилизация (культура) и линия Минос на спутнике Юпитера Европе.
Имя его стало синонимом справедливого правителя.

## Мифология
Верховный бог Олимпа Зевс похитил финикийскую царевну Европу и, доставив её на Крит, овладел ею, от чего родились Минос, Радамант и Сарпедон. Европа вышла замуж за критского царя Астерия (Астериона), который усыновил братьев.
После смерти Астерия Минос стал претендовать на царствование, уверяя, что предназначен к этому богами и что всякая его молитва будет исполнена. В итоге ему удалось прийти к власти.
Когда он попросил Посейдона выслать ему для жертвоприношения животное, морской бог выслал ему из моря белоснежного быка, однако, пораженный его великолепием, Минос отослал быка в свои стада, а в жертву принёс другого. В наказание за этот обман богов Посейдон внушил его жене Пасифае неестественную страсть к этому быку, от которого у неё родился Минотавр (с греч. — бык Миноса). Сам бык был усмирен Гераклом и затем убит Тесеем.
Минос основал города Кносс, Фест и Кидония.
Он раз в девять лет удалялся в пещеру Зевса, чтобы получить от него законы.
Минос считается основателем морского господства критян.
Он отец Андрогея, Девкалиона, Главка, Катрея, Эвримедона и др.
С Кикладских островов Минос изгнал карийцев и вывел туда колонии, поставил правителями своих сыновей.
Он также захватил Мегару.
Когда его сын Андрогей был убит в Афинах, Минос принудил царя Эгея к дани, по 7 молодых людей и 7 девиц каждый год (по другой версии раз в девять лет). Их обрекали на съедение Минотавру, жившему в Лабиринте. Так длилось до тех пор, пока герой Тесей не убил Минотавра. Ему помогла это сделать Ариадна, влюблённая в Тесея.
Пасифая, разгневанная частыми изменами Миноса, заколдовала его. Каждый раз, когда Минос сходился с другими женщинами, он напускал на них гнус и женщины погибали. Прокрида дала ему выпить настой корня Кирки и исцелила его. По другому рассказу, Минос испускал при совокуплении змей, скорпионов и сколопендр, и женщины погибали. Тогда Прокрида придумала ввести мочевой пузырь козы в тело женщины, и Минос изверг змей туда, после чего исцелился и смог сойтись с женщиной.
Смерть его постигла в Сицилии, в городе Камик, где он преследовал Дедала. Чтобы найти спрятавшегося беглеца, прибывший на Сицилию Минос в каждом городе задавал задачу: пропустить нить сквозь спиральную раковину. Дедал смог решить её, запрягая в нить муравья, чем и выдал себя. Когда Минос потребовал выдать беглеца, кокалиды — дочери царя Кокала (или сам царь) убили его в бане, пустив в ванну по трубам кипящую воду и обварив его насмерть. Тело его было выдано его спутникам и похоронено ими в Сицилии, которые построили ему пышную гробницу, рядом с которой воздвигли храм Афродиты. Потом кости его были перевезены на Крит, где ему был воздвигнут памятник. Гора Юкта первоначально считалась могилой Миноса, а затем Зевса. По другой версии, жители Коркиры отбили прах Миноса у критян.

## В последующей традиции
В подземном царстве он, по «Одиссее», царит над умершими. Минос судит умерших, а они «его приговора, кто сидя, кто стоя, / Ждали в пространном с вратами широкими доме Аида» (Од. XI 570—571). Настоящим судьёй в царстве теней его вместе с Эаком и Радамантом делает позднейшее сказание, вероятно, в воспоминание его деятельности как законодателя. В позднейшее время стали различать двух Миносов, I и II, чтобы иметь возможность разделить приуроченный к Миносу слишком обильный мифологический материал; при этом Минос I считался сыном Зевса и Европы, а Минос II — внуком Миноса I, мужем Пасифаи и отцом Девкалиона, Ариадны и т. д. В «Божественной комедии» Данте Минос предстаёт в виде демона, змеиным хвостом, обвивающим новоприбывшую душу, указывающего круг ада, в который предстоит душе спуститься.
Действующее лицо трагедий Софокла «Камикийцы» (фр.323-327 Радт), «Минос» (фр.407 Радт), «Прорицатели, или Полиид», трагедии Акция «Минос». Один из важных персонажей романа «Царь должен умереть» английской писательницы Мэри Рено, в романе болен проказой и вынужден скрывать свое лицо от людей.

## Минойская цивилизация
Артур Эванс, первооткрыватель минойской цивилизации на Крите, дал ей название в честь царя Миноса. В концепции Эванса минойская цивилизация была первой догреческой письменной цивилизацией Крита и материковой Греции. Точку зрения Эванса оспорил Уильям Риджуэй, который рассматривал Миноса как представителя греческих вторженцев, а не коренного населения острова.
Дешифровка М. Вентрисом Линейного письма B показала, что по крайней мере последний этап минойской цивилизации — микенская цивилизация — обладал грекоязычной письменностью, а в её населении преобладали греки. В современной археологии термин «минойская цивилизация» обычно не идентичен эвансовскому, а имеет более узкий смысл, охватывая цивилизацию на Крите до переноса центра власти в Микены.
Греческая традиция указывает, что приход греков на Крит предшествовал переносу центра власти в Микены, и какое-то время центр власти находился на Крите, в Кноссе, хотя там уже правили греки и пеласги, а не «минойцы». В археологическом контексте этот период может соответствовать Позднедворцовому периоду II, когда большая часть дворцов была разрушена, а Кносс стал единым политическим центром Крита.
Вопрос об историчности Миноса, а также о том, было ли его имя личным именем или титулом, остаётся открытым.

## Комментарии
1. ↑  «Как нам известно из предания, Минос первым из властителей построил флот и приобрел господство над большей частью нынешнего Эллинского моря», — пишет Фукидид цит. по с. 69 Архивная копия от 28 сентября 2015 на Wayback Machine.